# Scania N113
Scania N113 är ett busschassi med tvärställd bakmotor tillverkat av Scania mellan 1988 och 1999.
Chassit har en 11-litersmotor och ingår i Scanias 3-serie, vilket återspeglas i modellbeteckningen (Scania 113).
I Sverige byggdes kompletta bussar på detta chassi oftast av Scania själva vid deras fabrik i Katrineholm hos föredetta SKV och blev då den kompletta bussen Scania CN113. I många andra länder fanns andra karosstillverkare som till exempel Ajokki och Carrus i Finland, Walter Alexander Coachbuilders i Storbritannien, eller Aabenraa och DAB i Danmark.
N113 gick att få med lågentré (N113CLB-LG och N113CLL), normallång buss eller ledbuss med normalgolv (trappsteg vid samtliga ingångar) (N113CLB respektive N113ALB).
De högerstyrda varianterna kallades N113CRL, N113CRB (N113ALB och N113CLB-LG fanns aldrig som högerstyrda), det fanns istället en högerstyrd dubbeldäckarvariant för bland annat marknaderna i Storbritannien, Hongkong och Japan kallad N113DRB. Denna såldes aldrig i Sverige och såldes heller aldrig som vänsterstyrd.
Motorn är en stående lastbilsmotor monterad längst bak, på tvären. Chassit och bussarna som bygger på chassit såldes endast med helautomatiska växellådor och då 2-, 3- eller 4-växlade sådana.
N113 hade på den svenska marknaden antingen en eller två kylare, beroende på om motorn var laddluftkyld eller inte, (dvs utrustad med intercooler) dessa kylare var på den svenska marknaden monterade på vänster sida, på båda sidor om det vänstra bakre hjulhuset med den ordinarie kylaren monterad framför hjulet.
Det sista N113-chassiet gick ur produktion 1999, då hade redan de efterträdande chassina Scania L94 och N94 tillverkats i ett, respektive två år.